# Say So (chanson de Doja Cat)
Pour les articles homonymes, voir Say So.
Singles de Doja Cat
Boss Bitch
(2020) Like That
(2020)
Say So est une chanson de Doja Cat issue de son deuxième album studio Hot Pink.

## Historique
La chanson Say So est issue de Hot Pink, le deuxième album studio de Doja Cat qui est sorti le 7 novembre 2019. Le mois suivant, l'influenceuse américaine Haley Sharpe poste une vidéo sur le réseau social TikTok dans laquelle elle danse sur le refrain de Say So. La vidéo devient virale et sa chorégraphie est reprise par de nombreux internautes. Le titre est envoyé aux radios américaines le 28 janvier 2020. Le single s'est écoulé à 6 000 000 d'exemplaires aux Etats-Unis.
À partir du 5 septembre 2020, une emote inspirée du même nom est sortie sur Fortnite Battle Royale, utilisant la musique et des danses présentes dans le clip.

## Classements
| Classement (2020)                          | Meilleure position |
| ------------------------------------------ | ------------------ |
| Allemagne (GfK Entertainment)              | 38                 |
| Argentine (Argentina Hot 100 (en))         | 17                 |
| Australie (ARIA)                           | 4                  |
| Autriche (Ö3 Austria Top 40)               | 21                 |
| Belgique (Flandre Ultratop 50 Singles)     | 7                  |
| Belgique (Flandre Ultratop 50 Airplay)     | 6                  |
| Belgique (Flandre Ultratop R&B/Hip-Hop)    | 1                  |
| Belgique (Wallonie Ultratop 50 Singles)    | 11                 |
| Belgique (Wallonie Ultratop 50 Airplay)    | 25                 |
| Belgique (Wallonie Ultratop R&B/Hip-Hop)   | 2                  |
| Brésil (Top 100 Brasil (en))               | 63                 |
| Bulgarie (Prophon (it))                    | 6                  |
| Canada (Hot 100)                           | 4                  |
| Canada (All-Format)                        | 6                  |
| Canada (CHR/Top 40)                        | 1                  |
| Canada (Digital Songs)                     | 23                 |
| Canada (Hot AC)                            | 15                 |
| Colombie (National-Report)                 | 75                 |
| Communauté des États indépendants (Tophit) | 3                  |
| Corée du Sud (Gaon)                        | 139                |
| Croatie (HRT)                              | 7                  |
| Danemark (Tracklisten)                     | 9                  |
| Écosse (OCC)                               | 9                  |
| Espagne (PROMUSICAE)                       | 80                 |
| Estonie (Eesti Ekspress)                   | 5                  |
| États-Unis (Hot 100)                       | 1                  |
| États-Unis (Adult Pop Songs)               | 17                 |
| États-Unis (Dance/Mix Show Airplay)        | 1                  |
| États-Unis (Digital Songs)                 | 10                 |
| États-Unis (Pop Airplay)                   | 3                  |
| États-Unis (R&B Songs (en))                | 2                  |
| États-Unis (R&B/Hip-Hop Songs)             | 4                  |
| États-Unis (Radio Songs)                   | 3                  |
| États-Unis (Rhythmic Songs)                | 1                  |
| États-Unis (Streaming Songs)               | 7                  |
| Europe (Digital Song Sales)                | 9                  |
| Finlande (Suomen virallinen lista)         | 13                 |
| France (SNEP)                              | 9                  |
| France (SNEP Ventes)                       | 2                  |
| France (SNEP Radio)                        | 2                  |
| Grèce (IFPI Greece)                        | 13                 |
| Hong Kong (Metro Radio (en))               | 3                  |
| Hongrie (Single Top 40)                    | 11                 |
| Hongrie (Stream Top 40)                    | 11                 |
| Irlande (Irish Singles Chart)              | 4                  |
| Islande (Tónlistinn)                       | 5                  |
| Italie (FIMI)                              | 46                 |
| Lettonie (LAIPA)                           | 1                  |
| Liban (The Official Lebanese Top 20)       | 4                  |
| Lituanie (AGATA)                           | 5                  |
| Mexique (Mexico Airplay (en))              | 1                  |
| Mexique (Mexico Ingles Airplay (en))       | 1                  |
| Norvège (VG-lista)                         | 19                 |
| Nouvelle-Zélande (RMNZ)                    | 3                  |
| Pays-Bas (Nederlandse Top 40)              | 12                 |
| Pays-Bas (Single Top 100)                  | 9                  |
| Pologne (ZPAV)                             | 32                 |
| Porto Rico (Monitor Latino)                | 14                 |
| Portugal (AFP)                             | 8                  |
| Roumanie (Airplay 100 (en))                | 26                 |
| Royaume-Uni (UK Singles Chart)             | 2                  |
| Russie (Tophit)                            | 2                  |
| Salvador (Monitor Latino)                  | 11                 |
| Singapour (RIAS (en))                      | 4                  |
| Slovaquie (IFPI Rádio)                     | 50                 |
| Slovaquie (IFPI Singles Digitál)           | 25                 |
| Suède (Sverigetopplistan)                  | 17                 |
| Suisse (Schweizer Hitparade)               | 15                 |
| Tchéquie (IFPI Singles Digitál)            | 18                 |

| Classement (2020)                        | Position |
| ---------------------------------------- | -------- |
| Argentine (Monitor Latino)               | 41       |
| Bolivie (Monitor Latino)                 | 10       |
| Canada (Hot 100)                         | 8        |
| États-Unis (Billboard Hot 100)           | 11       |
| États-Unis (Adult Pop Songs (en))        | 20       |
| États-Unis (Dance/Mix Show Airplay (en)) | 4        |
| États-Unis (Digital Songs)               | 18       |
| États-Unis (Pop Songs)                   | 7        |
| États-Unis (R&B Songs (en))              | 2        |
| États-Unis (R&B/Hip-Hop Songs)           | 8        |
| États-Unis (Radio Songs)                 | 9        |
| États-Unis (Rhythmic Songs (en))         | 8        |
| États-Unis (Streaming Songs)             | 20       |
| Honduras (Monitor Latino)                | 80       |
| Mexique (Monitor Latino)                 | 3        |
| Nouvelle-Zélande (RMNZ)                  | 12       |
| Panama (Monitor Latino)                  | 61       |
| Paraguay (Monitor Latino)                | 64       |
| Porto Rico (Monitor Latino)              | 39       |
| Salvador (Monitor Latino)                | 14       |
| Uruguay (Monitor Latino)                 | 63       |

## Remix de Nicki Minaj
Singles par Doja Cat
Like That
(2020)
Singles par Nicki Minaj
Yikes
(2020) Trollz
(2020)
En janvier 2020, Doja Cat parle de son album lors d'une interview pour XXL et confie : « J'aurais aimé une collaboration avec Nicki Minaj ». Le 29 mai, elle annonce sur Twitter la sortie imminente du remix de Say So avec Minaj en écrivant « Vous l'aviez demandé ! ». Le lendemain, après qu'une première version du remix fuite sur les réseaux sociaux, Doja Cat met les choses au clair : « Le remix *officiel* de Say So sort ce soir ! Il doit y avoir un problème avec une version plus ancienne qui est sortie dans certains pays. Tenez bon ». Le remix de Say So featuring Nicki Minaj sort le 1er mai 2020.

### Accueil commercial
Après sa sortie, le remix de Say So atteint la première place du Billboard Hot 100 la semaine du 16 mai 2020. Il s'agit du 1 100e n°1 dans l'histoire du classement. Ainsi Minaj et Doja Cat remportent toutes deux le premier n°1 de leurs carrières dans ce classement. Minaj atteint le record de la plus longue attente pour un n°1 au Hot 100 en termes de chansons classées avec 109 titres, record auparavant détenu par Justin Bieber avec 47 titres. Elle reste également la rappeuse détenant le plus de titres classés au top 10, Say So étant le 18e. Say So bat également d'autres records. En effet il s'agit de la première fois qu'une collaboration entre deux rappeuses en solo atteint la première place du Hot 100. C'est aussi la première fois que deux femmes sont simultanément n°1 depuis Fancy en 2014, et la sixième fois seulement dans l'histoire du classement. 
Le remix de Say So atteint la première place des classements Hot R&B/Hip-Hop Songs et Hot R&B Songs. C'est le premier n°1 de Doja Cat dans chacun des classements, et le cinquième et premier de Minaj respectivement. Dans le Top 100 Rolling Stone, qui ne comptabilise pas la performance du titre à la radio, le remix de Say So atteint la seconde place avec 246 500 exemplaires vendus. 

### Clip vidéo
Le 1er mai, une lyric vidéo sort sur la chaîne YouTube de Doja Cat. Le 4 mai 2020, une vidéo dansante du remix est publiée sur YouTube par Minaj. On y voit trois artistes noirs de cabaret rendant hommage aux deux rappeuses, tantôt habillés en tenues disco à la manière de Doja Cat dans le clip officiel tantôt portant un short en jean, un débardeur blanc et une perruque rose comme Minaj dans son clip de 2010 Super Bass.

### Liste des titres
Say So (feat. Nicki Minaj)
1. "Say So" (feat. Nicki Minaj) – 3:26

Say So (Original Version) [feat. Nicki Minaj]
1. "Say So" (feat. Nicki Minaj) [Original Version] – 3:26

### Classements hebdomadaires
| Classement (2020)                 | Meilleure position |
| --------------------------------- | ------------------ |
| Argentine (Billboard Top 100)     | 13                 |
| Canada (Hot 100)                  | 3                  |
| États-Unis (Hot 100)              | 1                  |
| États-Unis (R&B/Hip-Hop Songs)    | 1                  |
| États-Unis (Rolling Stone (en))   | 2                  |
| Italie (FIMI)                     | 45                 |
| Lituanie (AGATA)                  | 60                 |
| Nouvelle-Zélande (Hot 40 Singles) | 5                  |
| Singapour (RIAS)                  | 21                 |